# استافیلوکوکوس آرلته
استافیلوکوک آرلته، کوکسی گرم مثبت و کواگولاز منفی در جنس (سرده) استافیلوکوک است. این باکتری از پوست پستانداران و پرندگان جدا شده است و به نووبیوسین مقاوم است. سویه‌ای از این گونه که از پسآب کارخانه‌های نساجی جدا شده است، توانایی تجزیه ترکیبات آزو را دارد.